# Grande Indonésie
 (février 2017).
Le contenu est difficilement compréhensible vu les erreurs de traduction, qui sont peut-être dues à l'utilisation d'un logiciel de traduction automatique.

Carte de la Grande Indonésie incluant l'Indonésie, la Malaisie, le Brunei, Singapour et le Timor oriental.

La Grande Indonésie ou Grande Malaisie, en indonésien et en malaisien Indonesia Raya et Melayu Raya, est un concept politique qui tente de réunir le peuple malais en unissant les anciens territoires britanniques et néerlandais faisant actuellement partie du Brunei, du Timor oriental, de Singapour, de l'Indonésie et de la Malaisie. Il est associé à une notion élaborée par l'anthropologue allemand Johann Friedrich Blumenbach, la « race malaise (en) », notion reprise par l'administration coloniale dans sa répartition raciale des habitants de la Malaisie.  
Elle fut adoptée par des étudiants et des diplômés de la Universiti Pendidikan Sultan Idris (en) à la fin des années 1920, et des habitants de Java et de Sumatra incluant Mohammad Yamin et Sukarno dans les années 1950. Indonesia Raya (« Grande Indonésie ») est également le nom de l'hymne national de l'Indonésie.

## Développement de l'idée dans la période coloniale
L'union pan-malaise est basée sur la compréhension d'une identité commune dans les groupes ethniques du monde malais. L'ancien concept du Alam Melayu ou du Nusantara avance une thèse historique selon laquelle les territoires de la Malaisie britannique, du Bornéo du Nord et des Indes orientales néerlandaises étaient autrefois unis, dans des empires autochtones comme Srivijaya, Majapahit, le Sultanat de Malacca et le Sultanat de Johor-Riau. 
À la fin des années 1920, l'idée de former une nouvelle nation indépendante nait chez les personnes des Indes orientales néerlandaises, spécifiquement chez les pribumi éduqués (autochtones indonésiens). Dans la péninsule Malaise, l'idée d'une Grande Malaisie fut proposée. Dans les Indes orientales britanniques, les jeunes activistes indonésiens étaient plus intéressés par l'idée de former une Indonésie indépendante. En 1928, le Sumpah Pemuda fut déclaré à Jakarta par de jeunes activistes nationalistes indonésiens qui proclamaient trois idéaux : une patrie, une nation et une  langue unique.
Le groupe nationaliste malais Kesatuan Melayu Muda, fondé en 1938 par Ibrahim Hj Yaacob, est une des entités les plus notables à avoir adopté le concept comme objectif.

## Seconde Guerre mondiale
Durant la Seconde Guerre mondiale une Grande Indonésie a collaboré avec l'empire du Japon contre le Royaume-Uni et les Pays-Bas. La coopération était fondée sur l'espoir que le Japon fusionne les Indes orientales, la Malaisie et Bornéo et leur donne l'indépendance. Ses adeptes concluaient que sous une occupation japonaise de cette région, la formation d'une Grande Indonésie devenait possible. En juillet 1945, le KRIS (Kesatuan Rakyat Indonesia Semenanjung) ou l'Union populaire de la péninsule indonésienne, dont le nom allait plus tard être changé en "Kekuatan Rakyat Indonesia Istimewa" (Forces spéciales populaires indonésiennes) est formé dans la Malaisie britannique sous l'impulsion d'Ibrahim Yaacob et du Dr. Burhanuddin Al-Hemy avec comme but l'indépendance du Royaume-Uni et l'union avec l'Indonésie. Ce plan a été consulté avec Sukarno et Hatta.
Le 12 août 1945, Ibrahim Yaacob rencontre Sukarno, Hatta et Dr. Radjiman à Taiping, Perak. Sukarno transite à l'aéroport de Taiping sur son vol de Saïgon  vers Jakarta. Précédemment, Sukarno fut convoqué par Hisaichi Terauchi à Dalat pour discuter de l'indépendance de l'Indonésie et pour recevoir des déclarations directes de Terauchi que le Japon autorise l'indépendance. Durant l'entretien, Yaacob mit en avant son intention d'unir la péninsule malaise à l'Indonésie. Ce fut durant cette courte rencontre que Sukarno, avec Hatta, ont serré la main d'Ibrahim Yaacob et ont déclaré former une seule nation pour tous les peuples de la région.
Cependant, le 15 août 1945, Hirohito déclare la reddition du Japon par radio. L'Indonésie déclare son indépendance le 17 août 1945. Accusé d'avoir collaboré avec le Japon, le 19 août, Ibrahim Yaacob s'envole vers Jakarta par avion militaire japonais. Yaacob cherche refuge à Jakarta avec sa femme Mariatun Haji Siraj, ses beaux-parents Onan Haji Siraj et Hassan Manan. Ibrahim Yaacob, qui s'est battu pour l'union de la péninsule malaise à l'Indonésie, a ensuite vécu à Jakarta jusqu'à sa mort en 1979. Avec la chute du Japon en août 1945, toutes les idées d'unions entre l'Indonésie et la péninsule furent abandonnées.
Après la déclaration d'indépendance de l'Indonésie, à travers les affrontements armés de la révolution indonésienne entre 1945 et 1949, l'Indonésie gagne finalement une reconnaissance internationale et son indépendance des Pays-Bas durant la conférence de la Table ronde de La Haye en 1949. De l'autre côté du détroit, la péninsule malaisienne est encore pratiquement sous contrôle du Royaume-Uni.

## Affrontement et idéal de la Grande Indonésie

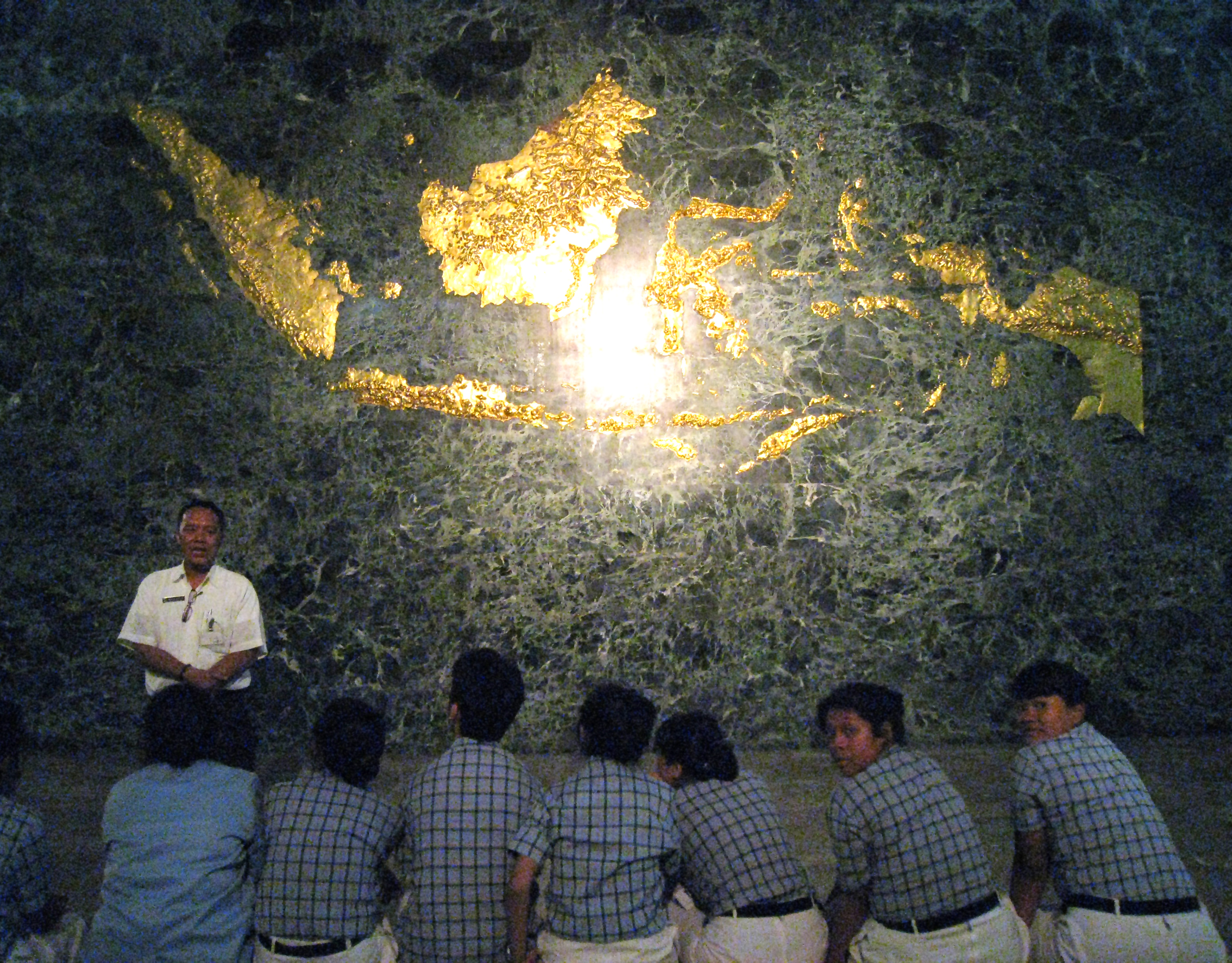
La carte dorée de Nusantara dans le hall de l'indépendance à Jakarta présentant les territoires de Sabah, de Sarawak, de Brunei et du Timor oriental, inclus dans la Grande Indonésie envisagée par Soekarno - si l'Indonésie avait connu le succès lors de la Konfrontasi, conflit ouvert à la suite de la formation de la Malaisie par le Commonwealth.

Depuis la fin de la Seconde Guerre mondiale, l'idée d'une Grande Indonésie n'est plus à l'ordre du jour pendant plus de dix ans. Vers la fin des années 1950, Sukarno s'est fortement opposé à l'initiative de décolonisation britannique qui mènerait à la formation de la Malaisie qui inclurait la péninsule Malaise et Bornéo du Nord. Les relations politiques tendues ont mené au Konfrontasi au début des années 1960 qui est une guerre non-déclarée avec quelques batailles aux frontières et des infiltrations dans le territoire de Bornéo. Sukarno accuse la Malaisie d'être un État fantoche du Royaume-Uni pour rétablir le néocolonialisme en Asie du Sud-Est et empêcher les intentions indonésiennes d'une hégémonie régionale. Cependant, selon un autre analyste, la campagne de Sukarno contre la formation de la Malaisie avait comme but de réunir la péninsule de le Bornéo du Nord avec l'Indonésie et de créer la Grande Indonésie.
En fin 1965, l'échec du Mouvement du 30 septembre 1965 en Indonésie cause la perte de pouvoir de Sukarno et l'arrivée du général Soeharto au pouvoir en Indonésie. À cause de conflits internes, l'Indonésie perd son intérêt de garder une politique hostile envers la Malaisie et la guerre arrêta donc. Le 28 mai 1966, une conférence tenue à Bangkok officialise les accords entre la fédération de Malaisie et la république d'Indonésie pour résoudre le conflit. La violence arrête en juin et le traité est signé le 11 août et reconnu officiellement deux ans plus tard. Avec ces accords, l'Indonésie et la Malaisie acceptaient d'être deux États différents et reconnaissaient l'indépendance et la souveraineté de l'autre.
Après l'accord, l'Indonésie est occupée avec ses propres problèmes de construire une économie tout en restant unie en tant que nation multiethnique et diversifiée, le résultat est que durant le mandat de Soeharto, la liberté et la démocratie sont sacrifiées au nom de la stabilité et de l'unité nationale. En 1975, l'Indonésie annexe l'ancienne colonie portugaise du Timor oriental qui obtiendra finalement son indépendance de l'Indonésie en 1999. L'Indonésie souffre ensuite de plusieurs problèmes allant de la crise économique aux mouvements indépendantistes en Aceh et la Nouvelle-Guinée occidentale, en passant par des problèmes de terrorisme. L'Indonésie est plus intéressée à se définir comme l'Indonésie en tentant de développer un sentiment national, en se définissant comme une nation multiethnique définie comme Bhinneka Tunggal Ika (unité dans la diversité) sous la Pancasila comme idéologie nationale avec des revendications territoriales seulement sur Sabang en Aceh jusqu'à Merauke en Papouasie. Comme plus grande nation en Asie du Sud-Est, l'Indonésie semble satisfaite de garder ses ambitions en assumant son rôle de meneur dans les pays de l'Association des nations de l'Asie du Sud-Est. 
De son côté, la Malaisie a des difficultés à se constituer en nation et fait face à des problèmes interethniques, particulièrement entre la majorité malaise et les minorités chinoises et indiennes ; le problème demeure dans la politique malaisienne actuelle. Les problèmes ethniques et les désaccords sur la citoyenneté et les privilèges entre les Bumiputera, les Chinois et les Indiens malaisiens sont à l'origine de la séparation de Singapour de la Malaisie en 1965. En Bornéo du Nord, la royauté de Brunei a décidé de ne pas suivre le Sarawak et le Sabah sur le fait de rejoindre la Malaisie et Brunei reste sous contrôle britannique jusqu'en 1984. Chaque État étant accaparé par ses propres problèmes, l'idéal d'une réunion des deux entités, une Grande Malaisie ou Grande Indonésie, s'est envolé pour devenir une forme d'irrédentisme.